# Throckley
Throckley – wieś w Anglii, w hrabstwie Tyne and Wear. Leży 10 km na zachód od centrum Newcastle i 403 km na północ od Londynu.